# Hughes Dubois
Pour les articles homonymes, voir Dubois (patronyme).
Hughes Dubois, né le 6 mai 1957 à Tournai en Belgique, est un photographe spécialiste de la photographie des œuvres d'art.
Son « regard photographique » selon Danièle Gillemon, travail de mise en scène et d'éclairage des objets, a influencé la forme photographique de nombreux musées, institutions, galeries d'art et collections privées.
Parallèlement à sa carrière de photographe d'œuvre d'art, il a développé une pratique artistique personnelle exposée en galerie et rassemblé en livres d'art. Au fil d'une carrière de 40 ans, son objectif constant est de témoigner de la grande sensibilité des arts premiers et des classiques.

## Biographie
Hughes Dubois débute la photographie dès l'âge de 12 ans en photographiant des paysages et des inconnus dans la rue. Ensuite il commence un apprentissage artistique aux Écoles supérieures des arts Saint-luc (Mons, Belgique) et entreprend des études d'architecture à l'École Saint-Luc (Bruxelles, Belgique) avant de bifurquer vers des études de photographie à Ath (Belgique).
En 1977, Hughes Dubois commence sa carrière professionnelle comme photographe de publicité au Studio Asselberghs (Belgique)[source secondaire nécessaire]. Dès 1978, il se passionne pour la photographie d'art après savoir vu sa première statuette Hemba.

### Photographe d'œuvres d'art
Cette section ne s'appuie pas, ou pas assez, sur des sources secondaires ou tertiaires indépendantes du sujet.

Pour l'améliorer, ajoutez-en, ou placez des modèles {{Source secondaire souhaitée}} ou {{Source secondaire nécessaire}} sur les passages mal sourcés. (septembre 2022)
À partir de 1982, il parcourt les Amériques avec Émile Deletaille pour la réalisation de plusieurs publications sur les arts précolombiens. En 1984, il rencontre Michel Leveau, fondateur du musée Dapper à Paris pour lequel il réalise plus d'une trentaine de publications sur les Arts primitifs d’Afrique.
En 1999, il est contacté par Jacques Kerchache pour son projet de création du musée du Quai Branly. Dubois photographie les œuvres présentées au sein du Pavillon des Sessions pour la réintroduction des Arts premiers au Louvre. Sculptures sera la première publication du musée du Quai Branly, d'autres suivront. En 2003, il constitue en collaboration avec la tibétologue Amy Heller le fonds iconographique sur les arts des peuples de l'Himalaya pour le Art Institue of Chicago. Ceci donnera lieu à l'édition du livre Himalayas – An Aesthetic Adventure.
En 2012, il travaille pour le musée d'art islamique de Doha pour réaliser les photographies du livre qui présente les chefs-d'œuvre de Doha au musée du Louvre pour l'exposition de Cordoue à Samarcande. En 2013, à l'occasion de l'ouverture du Département des arts de l'Islam du musée du Louvre, l'artiste libanais Walid Raad propose une exposition d'œuvres réalisées à partir des photographies d'œuvres d'art de l'Islam photographiées par Hughes Dubois. Le Louvre et l'artiste publient à cette occasion Préface à la troisième édition.
Il collabore avec de nombreux musées dont : AfricaMuseum - Musée royal de l'Afrique centrale (Bruxelles, Belgique), Musée du Quai Branly - Jacques Chirac (Paris, France), Art Institue of Chicago, Fondation Roi Baudouin (Belgique), Fondation Dapper (Paris, France), Fondation Baur - Musée des arts d'Extrême-Orient (Genève, Suisse), Musée Guimet(Paris, France), Le Louvre (Paris, France), Musée des arts décoratifs (Paris, France), Museum of Islamic Art, Doha (Doha, Qatar), Fondation Beyeler (Suisse), The Al-Mansouria Foundation For Culture and Creativity (Arabie saoudite) et avec d'autres collections d'art à travers le monde.

### Travail artistique
Cette section ne s'appuie pas, ou pas assez, sur des sources secondaires ou tertiaires indépendantes du sujet.

Pour l'améliorer, ajoutez-en, ou placez des modèles {{Source secondaire souhaitée}} ou {{Source secondaire nécessaire}} sur les passages mal sourcés. (septembre 2022)
En 2004, Le Sensible et La Force a été exposé au AfricaMuseum - Musée royal de l'Afrique centrale (Bruxelles, Belgique) et un portfolio éponyme de 24 tirages argentiques a été publié dans une édition de douze exemplaires. Ce travail consiste à « tirer le portrait » des statues en en montrant la sensibilité et l'humanité pour en dégager la puissance et la beauté.
En 2013,  Formes et Façons fut exposé au Val de Bagnes Museum et au  barrage de Mauvoisin (Suisse).
Entre 2013 et 2017, Dubois travailla au projet Borobudur Under the Full Moon, ce travail photographique, réalisé avec son épouse Caroline Leloup Dubois, dura trois ans — et plus de 110 nuits — de prises de vue du plus grand temple bouddhiste au monde, le Borobudur (Indonésie). Depuis 2018, Borobudur Under the Full Moon consiste en une exposition itinérante sous le patronage Unesco. Une édition limitée de neuf exemplaires d'un portfolio éponyme en platine palladium et un livre d'art ont été publiés à cette occasion.

## Prix et récompenses
En 2014, le catalogue The Bismarck Archipelago Art a reçu l'International Book Art Tribal Price – the ICMA Award et le prix de la Meilleure Photographie dans le cadre du MGA Book Award,.

## Expositions
Depuis 1982, son travail a fait l'objet de onze expositions personnelles et de dix expositions de groupe.

### Expositions personnelles
- 1981 : Voyage - Maison culturelle de la Tour Burbant, Ath, Belgique
- 1982 : Ath, ses gens, son cortège - Maison culturelle de la Tour Burbant, Ath, Belgique
- 1986 : Ouverture sur les arts africains - Musée Dapper, Paris
- 2004 : Le sensible & La force - AfricaMuseum - Musée royal de l'Afrique centrale de Tervuren, Belgique
- 2006 : Evelyne Lepage Gallery, Belgique
- 2008 : Biennale des antiquaires, Paris, Galerie 54, France
- 2008 : Biennale des antiquaires, Paris - Galerie Bernard Dulon, France
- 2010 : Collection Durand-Dessert - Monnaie de Paris, France
- 2013 : Formes & Façons – Musée de Bagne, Verbier, Suisse
- 2013 : Barrage de Monvoisin, Suisse
- 2015 : Rétrospective 35 ans de carrière - Parcours des Mondes, Paris[6]
- 2022 : Hughes Dubois, sculpteur d’ombres et de lumières – Galerie Origines – Rencontres internationales de la photographie, Arles, France[7]

### Expositions de Caroline & Hughes Dubois
- 2018 : Borobudur Joyau de l'art bouddhique, Baur Museum, Genève, Suisse
- 2018 : Borobudur Under The Full Moon, Cedart Gallery, Genève, Suisse
- 2018 : Borobudur Under The Full Moon, Musée départemental d'art religieux de Sées, France
- 2018 : Borobudur Under The Full Moon, Mairie du 1er arrondissement de Paris, France
- 2018 : Borobudur Under The Full Moon, Festival des écrivains et des lecteurs d'Ubud, Indonésie
- 2019 : Bouddha La légende dorée, Musée National des Arts asiatiques - Guimet, France

### Principales expositions de groupe
- 1997 : État de sièges - Galerie Voutât, Genève, Suisse
- 2006 : Galerie Forêt Verte - Paris
- 2014 : Primitivisme dans la photographie - Galerie Valois, Paris
- 2018 : Wormholes 1, Galerie Laure Roynette, Paris
- 2018 : Wormholes 2, La Ruche, Paris

## Collections
Les photographies de Hughes Dubois ont intégré des collections publiques et privées partout dans le monde.
- AfricaMuseum - Musée royal de l'Afrique centrale de Tervuren (Belgique)
- Al-Mansouria Foundation (Arabie saoudite)
- Art Institute Of Chicago (États Unis d'Amérique)
- Baur Foundation (Suisse)
- Musée Bellevue (Belgique)
- Beyeler Foundation (Suisse)
- Fondation Dapper (France)
- Fondation Roi Baudouin (Belgique)
- Fondation Hergé (Belgique)
- Le Louvre (France)
- Musée des Arts décoratifs (France)
- Museum Of Islamic Art (Qatar)
- Musée national des arts asiatiques-Guimet (France)[8]
- Novartis (Suisse)
- Musée du Quai Branly - Jacques Chirac (France)[9]

## Publications
- Emile Deletaille (photogr. Hughes Dubois), Chefs-d'œuvre inédits de l'art précolombien, Boulogne, Arts 135 (1re éd. 1985) (ISBN 2905351004).
- Chefs-d'œuvre inédits de l'art africain  (préf. LOPES Henri, photogr. Hughes Dubois), Paris, Éditions Bordas et Fondation DAPPER (1re éd. 1987), 319 p. (ISBN 2040129413).
- Yves Le Fur (photogr. Hughes Dubois), Résonnances, Paris, Musée Dapper, 1990, 143 p. (ISBN 2-906067-11-3).
- Anne Leurquin (Anne Leurquin), Jan Debbaut, Herman Burssens, Elze Bruyninx, Marie-Louise Bastin et Joseph Cornet (photogr. Hughes Dubois), Utotombo L'Art d'Afrique noire dans les collections privées belges, Bruxelles, Société des expositions du Palais des Beaux arts, 1988, 337 p..
- Valérie Beau, Laurence Husson, Christiane Flagayrettes, Phyllis M. Martin et Adams Jones (photogr. Hughes Dubois), Objets interdits, Paris, Musée Fondation Dapper, 1989, 375 p. (ISBN 9782906067097).
- Dora Janssen (photogr. Hughes Dubois), Trésors du nouveau monde, Bruxelles, Musée Royal d'art et d'histoire, 1992, 484 p. (ISBN 296000390X).
- Vincent Bounoure (photogr. Hughes Dubois), Vision d'Océanie, Paris, Musée Fondation Dapper, 1992, 252 p. (ISBN 2906067202).
- Jacques Kerchache (photogr. Hughes Dubois), Sculptures, Paris, Musée du Louvre / Musée du Quai Branly, R.M.N. Éditions, 2000, 476 p. (ISBN 9782711837717).
- Le chameau chinois du Musée Guimet  (photogr. Hughes Dubois), Paris, Musée Guimet, 2001, 59 p..
- (en) Pratapaditya Pal et Amy Heller (photogr. Hughes Dubois), Himalayas – An Aesthetic Adventure, Pratapaditya Pal, Amy Heller, 2003, Art Institue of Chicago, Chicago —  (ISBN 978-0520239005), Chicago, Art Institute of Chicago, 2003, 312 p. (ISBN 978-0520239005).
- Anne-Marie Bouttiaux, Viviane Baeke (édité par) et Hughes Dubois (photogr. Hughes Dubois), Le sensible et la force, Bruxelles, Musée royal de l'Afrique centrale, 2004, 88 p. (ISBN 9789075894608).
- Peter Fuhring, Michèle Bimbenet-Privat et Alexis Kugel (photogr. Hughes Dubois), Orfèvrerie francaise. La Collection Jourdan-Barry, Paris, J.Kugel, 2005, 285 p. (OCLC 70187494).férenc
- (en + fr) Sabiha Al-Kemir (photogr. Hughes Dubois), From Cordoba to Samarqand Masterpieces from the Museum of Islamic Art in Doha, 2006, Musée des arts islamiques, Doha et musée du Louvre, Paris -  (ISBN 88 7439 345 8), Paris, Musée des arts islamiques, Doha et musée du Louvre/Éditions 5 Continents, 2006, 216 p. (ISBN 88 7439 345 8).
- (en) Oliver Wick et Antje Denner (photogr. Hughes Dubois), Visual Encounters Africa, Oceania and Modern Art, 2009, Beyeler Foundation, Suisse –  (ISBN 3856164820), Basel, Beyeler Foundation/Christoph Merian Verlag, 2009, 41 p. (ISBN 978-3856164829).
- Black Seat, Paris, galerie Yann Ferrandin, 2010 (ISBN 9782953435719).
- Sophie Makariou, Marie Fradet et Frédéric Viaux (photogr. Hughes Dubois), Les Arts de l'Islam au Musee du Louvre, Paris, Musée du Louvre/Hazan, 2012, 46 p. (ISBN 9782754106207).
- (fr + en) Évelyne Lepage, Musée de Bagnes (Le Châble, Suisse) (photogr. Hughes Dubois), Formes & façons dans le patrimoine du val de Bagnes, Milan, Éditions 5 Continents, 2013, 141 p. (ISBN 9788874395460).
- Kevin Conru, Klaus-Jochen Krüger, Ingrid Heermann, Bart Van Bussel et Hughes Dubois (photogr. Hughes Dubois), L'art de l'archipel Bismark, Milan, Éditions 5 Continents, 2013, 327 p. (ISBN 9788874396443).
- Monique Crick, Helen Loveday et Estelle Niklès van Osselt, Alfred Baur : pionnier et collectionneur, Milan, Fondation Baur, Musée des arts d'Extrême-Orient/ Éditions 5 continents, 2015, 455 p. (ISBN 9788874396948).
- (en) Bruce Carpenter, Caroline Dubois et Hughes Dubois (photogr. Caroline Dubois, Hughes Dubois), Borobudur under the full moon, Bruxelles, Éditions de l'Ouvert, Belgique, 2018, 197 p. (ISBN 9782930043005).
- Jérôme Ghesquière et Sophie Makariou, L'Asie des photographes, Paris, Musée Guimet-Réunion des musées nationaux-Grand Palais, 2018, 245 p. (ISBN 9782711870967).
- Annie Caubet, Istituto veneto di scienze, lettere ed arti (photogr. Hughes Dubois), Idols, the power of images, Venise, Fondazione Giancarlo Ligabue/Skira, Milan, 2018, 287 p. (ISBN 9788857238852).
- (fr + en) Marie-Amélie Carlier (photogr. Hughes Dubois), Art du Moyen Âge en Europe, Bruxelles, Brimo de Laroussilhe, 2021, 172 p. (ISBN 9782955592533).

## Articles critiques
- Georges Meurant, « Arts Premiers au Louvre Hughes Dubois a saisi les Arts premiers au Louvre De l'énergie sous l'objectif », Tribal Art Magazine, no 23,‎ été 2000[10].
- Séphora Thomas, « Le sensible et la force », Art Tribal (en français), no 5,‎ printemps/été 2004, p.60-73.
- Philippe Bourgoin, « La redoutable statuaire Songye d'Afrique centrale », Art Tribal (en français), no 5,‎ printemps/été 2004, p.74-85.
- Danièle Gillemon, « La sculpture songye et son double Dialogue intense entre la statuaire réelle et les photographies en noir et blanc d'Hughes Dubois », Le Soir,‎ 5 mai 2004[2].
- Anne-Marie Bouttiaux, « Sensitivity and Power: A Photographic Homage to Songye Sculptors », Tribal Art, no 35,‎ été 2004, p.64-69.
- Raoul Lehuard, « Le sensible et la force : photographies de Hughes Dubois et sculptures Songye », Arts d'Afrique noire, arts premiers,‎ été 2004, p. 49-52.
- Guy Duplat, « Thierry Bouts et ses mystères », La libre Belgique,‎ 11/12/2005.[11].
- J.F., « Les Arts premiers vu par Hughes Dubois », Connaissances des Arts, no septembre,‎ 2006.
- Roger Pierre Turine, « Kaos, un Parcours des Mondes », La libre Belgique,‎ 19 septembre 2006[12].
- Roger Pierre Turine, « Bas le masque, vive le portrait ! », La libre Belgique,‎ 30 janvier 2009[13].
- Roger Pierre Turine, « Les fécondes images d'Hughes Dubois », La Libre Belgique,‎ 24 juillet 2013 (lire en ligne).
- Elena Martinez-Jacquet, « Rencontre avec un créateur d'images: Hughes Dubois ou un regard photographique », Tribal Art Magazine, no 72,‎ été 2014[1].
- Françoise Dargent, « Under the Full Moon: cent dix clairs de lune à Borobudur », Le Figaro,‎ 17 décembre 2018[14].
- Irène Languin, « Plongée en images dans la majesté de Borobudur », La Tribune de Genève,‎ 15 mai 2018[15].
- Émilie Quitemelle, « Caroline et Hughes Dubois - Borobudur Under The Full Moon », Profession Photographe, rubrique Livres, no avril,‎ 2019.
- Adenike Cosgrove, « Photographing African Art Like A Pro - An Interview with Hughes Dubois », site IMO DARA,‎ 29 novembre 2019[16].